# One for the Angels
 "One for the Angels" is de tweede aflevering van de Amerikaanse televisieserie The Twilight Zone.

## Plot

### Opening
Street scene: Summer. The present. Man on a sidewalk named Lew Bookman, age sixtyish. Occupation: Pitchman. Lew Bookman, a fixture of the summer, a rather minor component to a hot July; a nondescript, commonplace little man whose life is a treadmill built out of sidewalks. In just a moment, Lew Bookman will have to concern himself with survival, because as of three o'clock this hot July afternoon he'll be stalked by Mr. Death.
— Rod Serling

### Verhaal
Een verkoper genaamd Lew Bookman krijgt van de dood te horen dat hij om middernacht zal sterven. Lew beweert echter dat zijn leven als verkoper nog niet compleet is. Hij overtuigt de dood om hem te laten leven tot hij een grote slag heeft geslagen. Een "pitch for the angels" zoals hij het noemt. Zodra de dood toestemt, maakt Lew direct bekend dat hij zal stoppen met zijn werk als verkoper en een andere baan gaat zoeken. Hij is ervan overtuigd dat hij zo nooit de grote slag zal slaan waar hij het over heeft en dus nooit zal sterven.
Waar Lew echter niet op rekent is dat er toch “iemand” moet sterven om middernacht. Daar zijn eerste slachtoffer hem te slim af is, zet de dood zijn zinnen op Lews jonge vriendin: een meisje dat in hetzelfde gebouw woont. De dood regelt dat zij om middernacht zal worden overreden door een truck. Lew ontdekt wat er gaande is en leidt de dood af met door hem een verkoopdeal aan te bieden. Nog voordat de dood goed en wel doorheeft wat er gaande is, is het al middernacht en mist hij zijn afspraak.
Door zijn actie heeft Lew het meisje gered. Maar tegelijk heeft hij wel de grote slag geslagen waar hij het over had: een waarmee hij zelfs de dood kon verleiden. Derhalve zal hij dus sterven.

### Slot
Lewis J. Bookman, age sixtyish. Occupation: Pitchman. Formerly a fixture of the summer, formerly a rather minor component to a hot July. But throughout his life, a man beloved by the children, and therefore a most important man. Couldn't happen, you say? Probably not in most places, but it did happen in the Twilight Zone.
— Rod Serling

## Rolverdeling
- Ed Wynn: Lew Bookman
- Murray Hamilton: de dood
- Dana Dillaway: Maggie

## Trivia
- Tussen de stukken speelgoed die Lew verkoopt zit een Robby the Robot actiefiguurtje. Hij deed ook mee in de afleveringen "Uncle Simon" en "The Brain Center at Whipple's".
- De nachtscènes werden in werkelijkheid overdag opgenomen in een afgesloten ruimte.